# Lijst van beschermd erfgoed in de gemeente Winseler
In deze lijst van beschermd erfgoed in de gemeente Winseler zijn alle geclassificeerde nationale monumenten van de Luxemburgse gemeente Winseler opgenomen.

## Monumenten per plaats

### Noertrange
| Object                                     | Bouwjaar/architect | Locatie | Datum beschermd? | Coördinaten | Afbeelding |
| ------------------------------------------ | ------------------ | ------- | ---------------- | ----------- | ---------- |
| gebouw op een plaats genaamd «Op der Louh» |                    |         | 30 mei 1986 (IS) |             |            |

## Bron
- Liste des immeubles et objets classés monuments nationaux ou inscrits à l'inventaire supplémentaire